# 文萨·波萨那
文萨·波萨那（1982年2月22日—）或譯作汶塞·蓬萨纳，泰國男子羽毛球運動員。其胞妹莎拉姬·波萨娜同為泰國羽毛球代表。文薩曾經於雅典奧運羽毛球比賽獲得男子單打第4名，並對全盛時期的林丹和李宗偉皆有過勝績，被泰國球迷稱呼為超人，因此又有泰國超人的綽號。

## 簡歷
2007年5月，波萨那出戰新加坡羽毛球超级赛，先後淘汰哈菲兹、林丹及林羽峰等名將晉級男單決賽，最終在決賽以2比0（21-17、21-14）击败陈郁，贏得冠军。
2010年11月，波萨那代表泰國出戰廣州亞運會，參加羽毛球比賽的男子單打及男子團體項目，奪得男團銅牌。
2012年，波萨那代表泰國出戰英國倫敦舉行的奥林匹克运动会羽毛球比賽男子單打項目；在小組賽階段以0比2（12-21、17-21）負於中國的谌龙出局。
2013年8月，波萨那參加中國廣州舉行的世界羽毛球錦標賽，以4號種子身分出戰男子單打項目。他先在首圈輕取法國選手，次圈再以2比1力克瑞典的亨利·胡尔斯凯宁晉級；但在第三圈面對9號種子、丹麥的简·奥·约根森，在力戰三局下終以1比2（21-10、17-21、18-21）落敗，16強止步。
2015年8月，波萨那參加印尼雅加達舉行的世界羽毛球錦標賽，出戰男子單打項目，首圈就以0比2（9-21、19-21）不敵2號種子、丹麥的简·奥·约根森出局。

## 軼聞
文薩·波薩那被稱之為泰國超人，起因於2004年的雅典奧運羽毛球比賽爆冷闖入4強，雖然最後接連敗於印尼的陶菲克和索尼·昆科羅而僅獲第4名，卻也寫下泰國羽毛球的歷史，泰國球迷寫了名為《SUPERMAN》的書作為紀念，因而有此綽號。

## 主要比賽成績
只列出曾進入準決賽的國際賽事成績：
| 年份   | 賽事                     | 公開賽級別 | 項目     | 成績   |
| ------ | ------------------------ | ---------- | -------- | ------ |
| 2001年 | 香港羽毛球公開賽         |            | 男子單打 | 亞軍   |
| 2004年 | 奥林匹克运动会羽毛球比赛 | 其他       | 男子單打 | 第4名  |
| 2006年 | 亞洲羽毛球錦標賽         | 其他       | 男子單打 | 亞軍   |
| 2007年 | 新加坡羽毛球超級賽       | 超級賽     | 男子單打 | 冠軍   |
| 2007年 | 泰國羽毛球黃金大獎賽     | 黃金大獎賽 | 男子單打 | 亞軍   |
| 2008年 | 印度羽毛球黃金大獎賽     | 黃金大獎賽 | 男子單打 | 冠軍   |
| 2008年 | 泰國羽毛球黃金大獎賽     | 黃金大獎賽 | 男子單打 | 亞軍   |
| 2009年 | 泰國羽毛球黃金大獎賽     | 黃金大獎賽 | 男子單打 | 亞軍   |
| 2009年 | 中國羽毛球大師賽         | 超級賽     | 男子單打 | 亞軍   |
| 2010年 | 馬來西亞羽毛球超級賽     | 超級賽     | 男子單打 | 亞軍   |
| 2010年 | 亞洲羽毛球錦標賽         | 其他       | 男子單打 | 季軍   |
| 2010年 | 新加坡羽毛球超級賽       | 超級賽     | 男子單打 | 亞軍   |
| 2010年 | 澳門羽毛球黃金大獎賽     | 黃金大獎賽 | 男子單打 | 準決賽 |
| 2010年 | 日本羽毛球超級賽         | 超級賽     | 男子單打 | 準決賽 |
| 2010年 | 法國羽毛球超級賽         | 超級賽     | 男子單打 | 準決賽 |
| 2010年 | 世界羽聯超級系列賽總決賽 | 超級賽     | 男子單打 | 準決賽 |
| 2011年 | 德國羽毛球黃金大獎賽     | 黃金大獎賽 | 男子單打 | 準決賽 |
| 2012年 | 新加坡羽毛球超級賽       | 超級賽     | 男子單打 | 冠軍   |
| 2012年 | 日本羽毛球超級賽         | 超級賽     | 男子單打 | 亞軍   |
| 2012年 | 哥本哈根羽毛球大師賽     | 其他       | 男子單打 | 準決賽 |
| 2013年 | 德國羽毛球黃金大獎賽     | 黃金大獎賽 | 男子單打 | 準決賽 |
| 2013年 | 印度羽毛球超級賽         | 超級賽     | 男子單打 | 準決賽 |
| 2013年 | 蘇迪曼盃                 | 其他       | 混合團體 | 準決賽 |
| 2013年 | 泰國羽毛球黃金大獎賽     | 黃金大獎賽 | 男子單打 | 亞軍   |
| 2013年 | 新加坡羽毛球超級賽       | 超級賽     | 男子單打 | 亞軍   |
| 2013年 | 美國羽毛球黃金大獎賽     | 黃金大獎賽 | 男子單打 | 準決賽 |
| 2013年 | 香港羽毛球超級賽         | 超級賽     | 男子單打 | 準決賽 |
| 2013年 | 哥本哈根羽毛球大師賽     | 其他       | 男子單打 | 準決賽 |
| 2014年 | 韓國羽毛球超級賽         | 超級賽     | 男子單打 | 準決賽 |
| 2015年 | 紐西蘭羽毛球黃金大獎賽   | 黃金大獎賽 | 男子單打 | 準決賽 |
| 2015年 | 東南亞運動會羽毛球比賽   | 其他       | 男子團體 | 銀牌   |
| 2015年 | 美國羽毛球大獎賽         | 大獎賽     | 男子單打 | 準決賽 |
| 2016年 | 印度羽毛球黃金大獎賽     | 黃金大獎賽 | 男子單打 | 準決賽 |

| 2007-2017年 | 首要超級賽 | 超級賽 | 黃金大獎賽 | 大獎賽 | 國際挑戰賽 | 國際系列賽 | 未來系列賽 | 其他 |

| 2018-2026年 | 總決賽 | 超級1000賽 | 超級750賽 | 超級500賽 | 超級300賽 | 超級100賽 | 國際挑戰賽 | 國際系列賽 | 未來系列賽 | 其他 |

### 奧運會和世錦賽參賽紀錄
|          | 2003 | 2004   | 2005 | 2006 | 2007 | 2008 | 2009 | 2010 | 2011 | 2012       | 2013 | 2014        | 2015 | 2016       |
| -------- | ---- | ------ | ---- | ---- | ---- | ---- | ---- | ---- | ---- | ---------- | ---- | ----------- | ---- | ---------- |
| 男子單打 | 64強 | 第四名 | 16強 | 32強 | －   | 32強 | 16強 | 16強 | 16強 | 小組第二名 | 16強 | 64強 (退賽) | 64強 | 小組第二名 |